# کادیلاک سری ۳۵۵

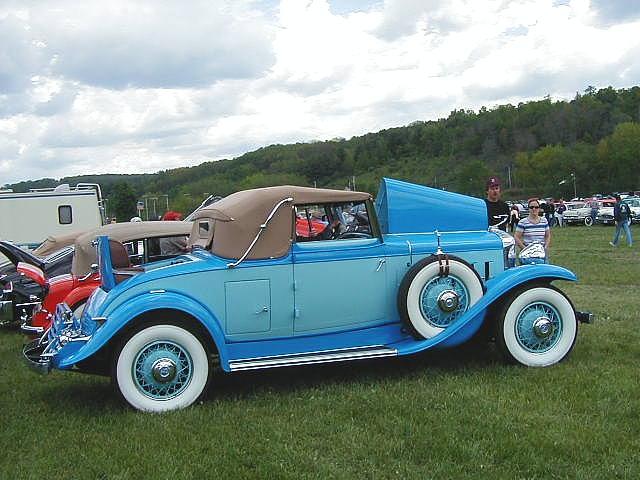
کادیلاک ۳۵۵، مدل سال ۱۹۳۱

کادیلاک سری ۳۵۵ (به انگلیسی: Cadillac Series 355) یک سری خودرو است که در سال‌های ۱۹۳۱ تا ۱۹۳۵ تولید شده است.